# کلیف جونز
کلیف جونز (انگلیسی: Cliff Jones؛ زادهٔ ۷ فوریهٔ ۱۹۳۵) بازیکن فوتبال اهل ولز است.
از باشگاه‌هایی که در آن بازی کرده‌است می‌توان به باشگاه فوتبال سوانزی سیتی، باشگاه فوتبال تاتنهام هاتسپر، و باشگاه فوتبال فولام اشاره کرد.
وی همچنین در تیم ملی فوتبال ولز بازی کرده‌است.